# Iwo Roweder
Iwo Roweder (ur. przed 17 lutego (data chrztu) 1699 w Braniewie, zm. 29 maja 1765 w Łęgowie) – cysters, w latach 1738–1754 przeor opactwa w Oliwie, budowniczy kościołów w Łęgowie i Różynach, organizator życia religijnego i naukowego, teolog, kronikarz.

## Życiorys
Iwo Roweder urodził się w 1699 roku w Braniewie w rodzinie szewca Mateusza (Matthaeus) Rowedera i jego żony Elżbiety (Elisabeth). Był drugim z ośmiorga dzieci urodzonych w tej rodzinie. Ochrzczony został 17 lutego 1699 roku w kościele pw. św. Katarzyny Aleksandryjskiej, na chrzcie otrzymał imię po ojcu – Mateusz. Z rodzinnego domu wyniósł znajomość dwóch języków, niemieckiego i polskiego, a ze szkoły języka łacińskiego. W Braniewie uczęszczał najpierw do szkoły elementarnej (tzw. szkoły trywialnej), a następnie (od 1709) do gimnazjum jezuickiego (szkoły założonej w XVI w. przez kardynała Stanisława Hozjusza). Prócz pilnej nauki angażował się działalność teatru szkolnego (występował zwłaszcza w spektaklach religijnych), a także z zapałem studiował książki z bogatej szkolnej biblioteki. Szczególnie chętnie czytał książki o tematyce religijnej, zwłaszcza żywoty świętych (to wówczas zainteresował się już m.in. hagiografią św. Oliwią z Anagni). Pewnego razu ze swoją matką pojechał do klasztoru cystersów w Oliwie. Tam usłyszał, iż poprzedni opat sprowadził do klasztoru relikwie św. Oliwii, co nastoletni chłopiec przyjął jako znak potwierdzenia dokonania wyboru właściwej drogi życiowej. Ten wyjazd zaważył na ostatecznej decyzji o wstąpieniu właśnie do zakonu cystersów, co nastąpiło w 1717 roku. W swoim testamencie z 17 kwietnia 1718 roku ustanowił klasztor spadkobiercą wszystkich swoich dóbr, również zrzekł się swojego imienia Mateusz, przyjmując imię zakonne Iwo i obierając za swojego patrona biskupa Iwo Odrowąża, fundatora klasztoru cysterskiego w Mogile.

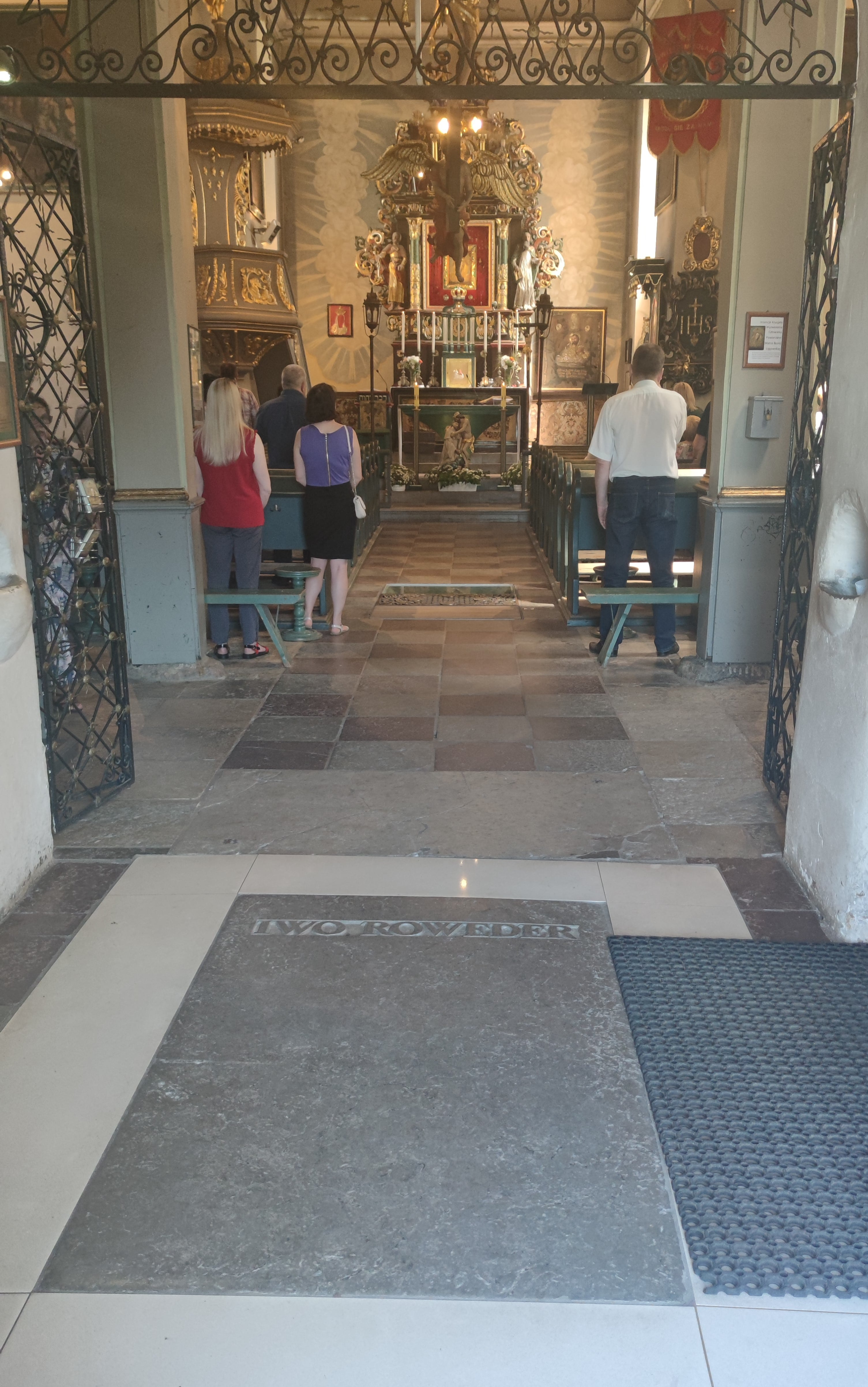
Grób ks. Rowedera w przedsionku kościoła w Łęgowie

Nowicjat brat Iwo odbył w klasztorze w Oliwie, po czym został przez opata wysłany do klasztoru w Mogile. Przez kilka lat uczył się w Kolegium Prowincjonalnym cystersów w Mogile pod Krakowem, w 1726 otrzymał tam święcenia kapłańskie, pełnił też funkcję przedprzeora. Następnie powrócił do Prus Królewskich. Na swoją pierwszą parafię trafił do Matarni, gdzie był wikariuszem, a następnie proboszczem. Był to okres rywalizacji o tron polski, jaka toczyła się pomiędzy Stanisławem Leszczyńskim a Augustem III Sasem. Iwo Roweder związał się ze stronnictwem popierającym Leszczyńskiego. W ten sposób zyskał sobie przyjaźń rodziny księcia Michała Fryderyka Czartoryskiego, podkanclerza litewskiego i członka Czerwonego Bractwa – jednej z pierwszych w Polsce lóż wolnomularskich. Wówczas wojewoda mazowiecki Stanisław Poniatowski zlecił mu zajęcie się katechizacją i wychowaniem swoich synów: Stanisława Augusta (ostatniego króla Polski) oraz jego braci, Andrzeja i Michała.

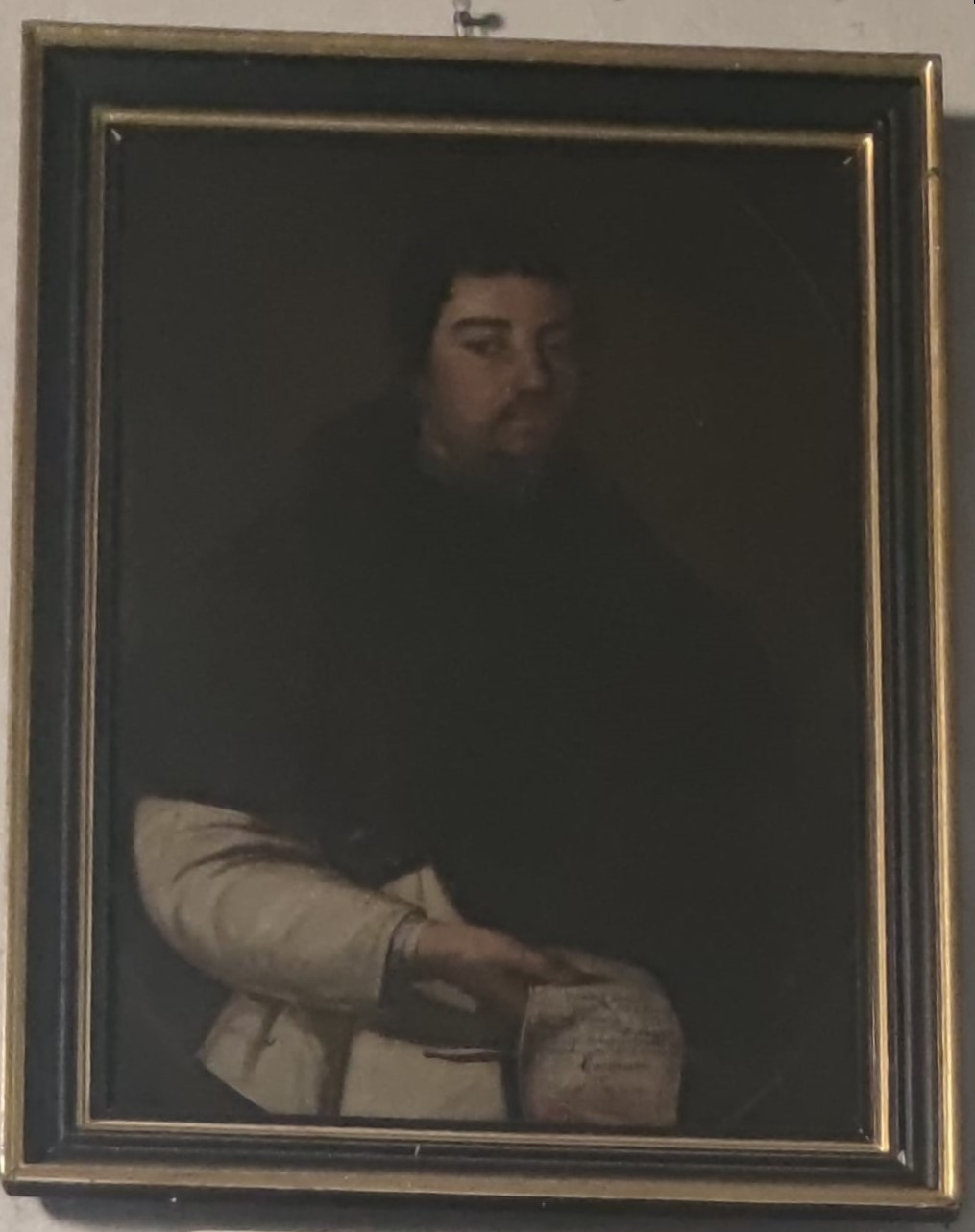
Portret o. Iwa Rowedera wykonany w roku jego śmierci (kościół w Łęgowie)

Parafią w Matarni kierował do 1738 roku. W latach 1738–1754 był przeorem oliwskim. Powierzano mu także funkcje: bursariusza, sekretarza prowincji i prokuratora.

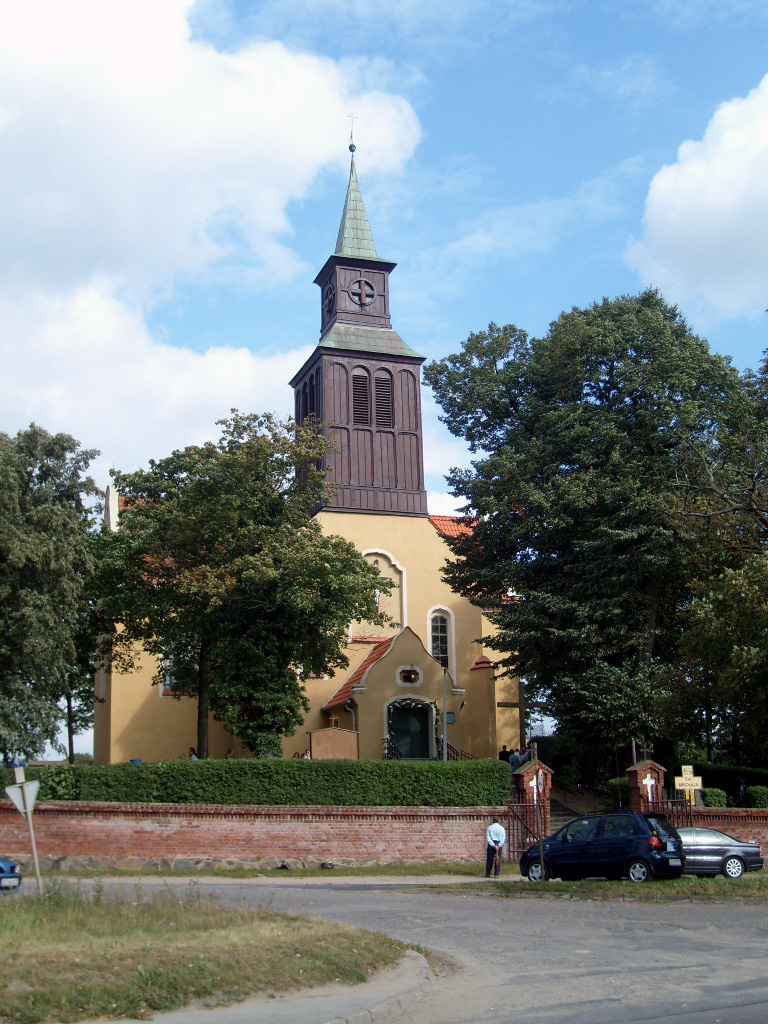
Kościół w Łęgowie, w którym o. Roweder był proboszczem i w którym został pochowany

Obowiązki przeora pełnił do 1754, lecz od 1751 był już oddelegowany do parafii Łęgowo i Rożyny jako zarządca parafii. Doprowadził do wybudowani nowych kościołów w obu tych miejscowościach. Kościół w Łęgowie wyposażył w cenne sprzęty i paramenty liturgiczne, niezbędne do sprawowania kultu, oprócz tego wybudował nową plebanię, przytułek dla biednych, 9 chałup czynszowych oraz zabudowania gospodarcze. Świątynię otoczył cmentarz ogrodzony murem, na którym również wyznawcy religii innych niż katolicka mieli swoją część. Ponieważ obowiązki przeora klasztoru nie pozwalały mu na stałe rezydować w Łęgowie, ustanowił etat wikariusza, który zastępował go w sprawowaniu mszy św. i w posłudze duszpasterskiej w parafii. Ojciec Roweder wzniósł również w Łęgowie szkołę parafialną, która była utrzymywana przez mieszkańców Łęgowa i Skowarcza.
Iwo Roweder zmarł 29 maja 1765, pochowano go w przedsionku kościoła w Łęgowie w przygotowanej przez niego, na znak pokory, w tak specyficznym miejscu krypcie, którą przykryto płytą, na której wyryto napis:

Tu niech będą deptane kości grzesznika, Ojca Iwo Rowedera, Przeora Oliwy Zakonu Cystersów, Prepozyta w Łęgowie i Różynach, Doktora Teologii, Notariusza Apostolskiego, złożone w roku 1765, dnia 29 miesiąca maja w wieku 65 lat. Tu spoczywa i milczy niegdyś pobożny orator.

W 2012 biskup metropolita gdański rozpoczął proces informacyjny w sprawie świątobliwości czynów Iwa Rowedera.